# Wyryki-Wola
Wyryki-Wola – wieś w Polsce położona w województwie lubelskim, w powiecie włodawskim, w gminie Wyryki.
W latach 1975–1998 miejscowość administracyjnie należała do województwa chełmskiego.
Wieś jest sołectwem w gminie Wyryki.
W miejscowości znajduje się cmentarz prawosławny z nagrobkami z I poł. XX wieku.
Wierni Kościoła rzymskokatolickiego należą do parafii św. Mikołaja w Lubieniu.